# Eiskögele
L'Eiskögele est une montagne qui s’élève à 3 423 m d’altitude dans les Hohe Tauern, en Autriche.